# 큰까치섬
큰까치섬(大鵲島) 또는 새섬은 경기도 화성시 서신면 송교리에 위치한 무인도로, 면적은 1만 9290m2이다. 육지와 약 200m 떨어져 있다. 사유지이며 육지와 가깝지만 인근에 군사시설이 있어 사람 출입이 거의 없다.

## 지리
섬은 동서와 남북 길이가 비대칭인 모양으로, 긴 길이와 짧은 길이가 각각 135m와 80m이다. 해변은 역빈으로 구성된 파식대가 발달해 있다. 섬을 구성하는 암석은 운모편암과 그것이 관입된 엠피볼라이트이다.
2008년의 조사에서 총 34종류의 식물이 확인되었다. 섬의 70% 가량을 아까시나무 군락이 차지한다. 무척추동물로는 갯고둥, 총알고둥, 굴, 갯강구, 고랑따개비가 우점종이다. 이 외에 해조류는 발견되지 않았다.